# Joseph Vilsmaier
Joseph Rudolf Vilsmaier (* 24. Januar 1939 in München; † 11. Februar 2020 ebenda) war ein deutscher Filmregisseur und Kameramann. Sein Name wird in allen Tatort-Folgen, die er als Kameramann gedreht hat, mit Josef Vilsmeier angegeben.

## Leben
Vilsmaier wurde am  24. Januar 1939 in München geboren und besuchte ein Internat in der Nähe von Augsburg. Er absolvierte eine technische Ausbildung beim Filmkamerahersteller Arnold & Richter (ARRI) und studierte neun Jahre am Richard-Strauss-Konservatorium München Musik mit Schwerpunkt Klavier. Anschließend war er Mitglied einer Jazz-Band.
Nachdem er einige Jahre als Techniker tätig gewesen war, stieg er 1961 zunächst als Materialassistent und Kameraassistent, dann als Kameramann in die Filmbranche ein, wo er sich rasch einen Namen machte. Hinter der Kamera wirkte er unter anderem in einigen Folgen der Fernsehserie Auf Achse (1977), einer Reihe von Tatort-Folgen sowie in den Hallervorden-Streifen Didi auf vollen Touren und Didi – Der Experte mit.
Mit seinem Regiedebüt, dem Heimatfilm Herbstmilch, in dem seine Ehefrau Dana Vávrová die Hauptrolle spielte und der ohne Filmförderung entstand, hatte Joseph Vilsmaier 1988 auf Anhieb Erfolg, der im Jahr 1997 durch Comedian Harmonists noch übertroffen wurde. Weniger begeistert sind hingegen die Reaktionen von einigen Filmkritikern auf seine Regieleistungen ausgefallen. Filme von Vilsmaier sind häufig als „kunstgewerblich“ oder als in ihrer Sichtweise historisch reduziert kritisiert worden. Für viele seiner Regiearbeiten war er gleichzeitig auch als Kameramann verantwortlich.
Am 21. Juni 2009 erhielt Vilsmaier den Ehren-Kamerapreis für sein Lebenswerk. Die Jury begründete diese Entscheidung mit der emotionalen Kraft in Vilsmaiers Bildern und damit, dass er Lichtstimmungen und Bildräume intuitiv erfasse. Vilsmaier war 2003 eines der Gründungsmitglieder der Deutschen Filmakademie.
Mit Dana Vávrová war er von 1986 bis zu deren Tod im Februar 2009 verheiratet. Die drei gemeinsamen Töchter Janina Vilsmaier, Theresa Vilsmaier und Josefina Vilsmaier waren auch als Schauspielerinnen tätig.
Theresa Vilsmaier ist heute als Ärztin und Josefina Vilsmaier im Marketing tätig. Janina Vilsmaier absolvierte ein Studium der Filmproduktion.
Während der Dreharbeiten zu Der letzte Zug, einem von Artur Brauner produzierten Film, zog sich Vilsmaier in Prag beim Einsturz eines Kameraturms Verletzungen zu, in deren Folge er nur eingeschränkt einsatzfähig war. Deshalb übernahm Vávrová die Regie für die restlichen Dreharbeiten. Vilsmaier und Vávrová wurden für Der letzte Zug beim Bayerischen Filmpreis 2006 mit dem Spezialpreis der Jury ausgezeichnet.
Joseph Vilsmaier arbeitete bis kurz vor seinem Tod als Regisseur. Sein letzter Film Der Boandlkramer und die ewige Liebe mit Michael Herbig und Hape Kerkeling sollte ursprünglich im November 2020 in die Kinos kommen. Sein Nachlass befindet sich im Archiv der Akademie der Künste in Berlin.
Joseph Vilsmaier starb im Februar 2020 im Alter von 81 Jahren. Er wurde auf dem Waldfriedhof Grünwald (Grab XX-20) beigesetzt. Nach seinem Tod wurde die Auszeichnung für den besten Spielfilm des Filmfestivals Kitzbühel in Joseph-Vilsmaier-Preis umbenannt.

## Filmografie

### Regisseur
Kinofilme:
- 1988: Herbstmilch
- 1991: Rama dama
- 1993: Stalingrad
- 1994: Charlie & Louise
- 1995: Schlafes Bruder
- 1996: Und keiner weint mir nach
- 1997: Comedian Harmonists
- 2000: Marlene
- 2001: Leo und Claire
- 2004: Bergkristall
- 2006: Der letzte Zug
- 2008: Die Geschichte vom Brandner Kaspar
- 2010: Nanga Parbat
- 2012: Bavaria – Traumreise durch Bayern[9]
- 2015: Österreich: Oben und Unten
- 2017: Bayern – sagenhaft
- 2021: Der Boandlkramer und die ewige Liebe

Fernsehfilme:
- 2002: August der Glückliche
- 2005: Vera, die Frau des Sizilianers
- 2006: Das Weihnachts-Ekel
- 2008: Die Gustloff (UFA/ZDF)
- 2012: Russisch Roulette (Zweiteiler der ARD)
- 2012: Der Meineidbauer

Fernsehserien:
- 2006: Siska (Episode 79: Schatten einer Frau)
- 2006: Der Alte (Episode 320: Wenn Liebe zuschlägt)

### Kameramann
Filme:
- 1970: Wie eine Träne im Ozean (Fernsehfilmdreiteiler)
- 1975: Der Wittiber (Fernsehfilm)
- 1986: Didi auf vollen Touren
- 1988: Didi – Der Experte
- 1987: Leere Welt (Fernsehfilm)
- 2012: Russisch Roulette (2-tlg. Fernsehfilm)

Fernsehserien:
- 1974–1985: Tatort:
  - 1974: Acht Jahre später
  - 1976: Fortuna III
  - 1977: Drei Schlingen
  - 1978: Lockruf
  - 1978: Rechnung mit einer Unbekannten
  - 1980: Schönes Wochenende
  - 1982: Das Mädchen auf der Treppe
  - 1985: Doppelspiel
- ab 1978: Auf Achse, zahlreiche Folgen
- 1983: Rote Erde
- 1984: Ein Fall für zwei: Morgengrauen
- 1984: Gespenstergeschichten
- 1989: Mission Eureka

## Auszeichnungen
- 1995: DIVA-Award
- 1996: Verdienstkreuz 1. Klasse des Verdienstordens der Bundesrepublik Deutschland
- 1999: Großes Verdienstkreuz des Verdienstordens der Bundesrepublik Deutschland
- 2003: Bayerischer Verdienstorden für seine Verdienste als Filmschaffender
- 2006: Bayerischer Filmpreis – Spezialpreis der Jury für Der letzte Zug
- 2009: Ehrenkamerapreis
- 2009: Bayerischer Filmpreis – Ehrenpreis des Bayerischen Ministerpräsidenten
- 2009: Medaille „München leuchtet – Den Freunden Münchens“ in Gold
- 2010: Ehrenbiber der Biberacher Filmfestspiele
- 2014: Bayerische Verfassungsmedaille in Silber
- 2014: Sigi-Sommer-Taler[10]
- 2017: Ehrenpreis des Filmfestivals Kitzbühel[11]
- Vollständige Liste der 16 Auszeichnungen auf imdb